# Веслі Болін
Веслі Болін (англ. Wesley Bolin; 1 липня 1909 — 4 березня 1978, Фінікс) — американський політик, 15-й губернатор Аризони.

## Біографія
Веслі Болін народився 1 липня 1909 року на фермі біля Батлера, штат Міссурі. Коли йому було сім років, його сім'я переїхала до Фінікса, де він закінчив середню школу та коледж. До обрання констеблем у 1938 році, Болін працював у кількох торгових фірмах.
З 1943 до 1948 року Болін був мировим суддею. У 1948 році він був обраний секретарем Аризони і обіймав цю посаду 28 років (13 термінів поспіль). Він також один термін обіймав посаду президента Національної асоціації секретарів штатів і був членом виконавчого комітету асоціації у 1953—1977 роках.
У жовтні 1977 року Болін став губернатором Аризони, коли президент Джиммі Картер призначив Рауля Ектора Кастро послом в Аргентині. За досягнення в охороні законів колегія адвокатів Аризони представила губернатора Боліна до премії «Дзвон Свободи».
Болін помер, перебуваючи на посаді губернатора, у віці 68 років у 1978 році. На його честь була названа площа навпроти Капітолія у Фініксі.